# Procaterolo
Il  procaterolo   è un composto, a breve durata d'azione, spesso venduto come procaterolo idrocloridrato, con attività di tipo agonista selettivo sui recettori β2-adrenergici. Come farmaco viene utilizzato per ridurre il broncospasmo in alcune condizioni patologiche quali l'asma bronchiale e la broncopneumopatia cronica ostruttiva.
Sfortunatamente la molecola viene prontamente ossidata in presenza di umidità ed aria, il che la rende inadatta all'uso terapeutico tramite inalazione per aerosol. L'azienda farmaceutica che ha sviluppato il farmaco, la Parke-Davis/Warner-Lambert ha a lungo ricercato uno stabilizzatore per prevenire il fenomeno dell'ossidazione, ma questi sforzi non sono stati coronati da successo.
Sviluppato in Giappone è commercializzato dalla società farmaceutica Otsuka Pharmaceutical ed è disponibile nella forma farmacologica di compresse, sciroppo ed aerosol con inalatore predosato. Può essere inoltre somministrato per via parenterale.

## Farmacodinamica
Procaterolo è una molecola adrenergica, un agonista selettivo dei recettori β2-adrenergici, particolarmente diffusi a livello della muscolatura liscia bronchiale. La stimolazione di questi recettori da parte del farmaco comporta un incremento dell'AMP ciclico endocellulare. L'aumento di AMP ciclico porta a sua volta all'attivazione della protein chinasi A, ed all'inibizione della fosforilazione della miosina, con conseguente rilassamento muscolare e determinazione di un effetto di tipo broncodilatatore con risoluzione del broncospasmo.

## Usi clinici
Il farmaco viene utilizzato nel trattamento del broncospasmo associato all'asma bronchiale e ad altre patologie che comportano occlusione delle vie respiratorie, come ad esempio la broncopneumopatia cronica ostruttiva. Può essere utilizzato nella prevenzione del broncospasmo associato all'esercizio fisico.

## Effetti collaterali ed indesiderati
Tra gli effetti collaterali più comuni si segnala la possibile comparsa di tremori fini a carico della muscolatura scheletrica, in genere più facilmente evidenziabili alle mani. Questo effetto avverso, tipico e comune a tutti gli stimolanti beta-adrenergici, è in stretta relazione con la dose.
Sono stati osservati anche altri effetti collaterali, come ad esempio ansia, cefalea, cardiopalmo, secchezza delle fauci, crampi muscolari. Questi eventi avversi sembrano verificarsi con una frequenza sovrapponibile o lievemente inferiore a quella di salbutamolo.